# Вико фон Бюлов
Вико фон Бюлов (на немски: Vicco von Bülow; * пр. 1403; † пр. 17 юни 1453) е рицар, благородник от стария род Бюлов от Мекленбург.
Той е син на „кнапе“ Хайнрих фон Бюлов († пр. 1396) и правнук на рицар Хайнрих фон Бюлов († 1415). Потомък е на Готфрид фон Бюлов († сл. 1184).
От 1434 до 1639 г. фамилията фон Бюлов е собственик на имението Щинтенбург в Мекленбург-Предна Померания.

## Фамилия
Вико фон Бюлов се жени за Кристина фон Карлов († сл. 14 септември 1469), дъщеря на Херман фон Карлов. Те имат децата:
- Анна фон Бюлов (* ок. 1436; † 1473), омъжена 1459 г. за Лудолф IV фон Алвенслебен (* 1421; † 25 януари 1476), господар на замък Калбе (Милде) и Хундисбург
- Хайнрих фон Бюлов († сл. 1474), кнапе
- Ханс фон Бюлов († сл. 1496)
- Георг фон Бюлов (* пр. 1441; † пр. 1516), съветник в Брауншвайг-Люнебург, женен I. за фон Бодендик, II. за фон Алвенслебен, III. за фон Ходенберг